# ادپور
ادپور (به انگلیسی: Addepur) در پاکستان است که در punjab (pakistan) واقع شده است.

## خصوصیات
ادپور ۱۶۷ متر بالاتر از سطح دریا واقع شده است.